# Dendryphantes andinus
Dendryphantes andinus là một loài nhện trong họ Salticidae.
Loài này thuộc chi Dendryphantes. Dendryphantes andinus được Ralph Vary Chamberlin miêu tả năm 1916.